# Serpentine Teyssier
Pour les articles homonymes, voir Teyssier.
Serpentine Teyssier est une actrice française.

## Filmographie

### Cinéma
- 1996 : Un samedi sur la Terre de Diane Bertrand : l'amie de Corinne
- 1997 : Alliance cherche doigt de Jean-Pierre Mocky : la femme au coquard
- 1999 : La Voleuse de Saint-Lubin de Claire Devers : la substitut stagiaire
- 1999 : Gelée précoce de Pierre Pinaud : la mère (court métrage)
- 2000 : La Chambre obscure de Marie-Christine Questerbert : la Mère supérieure
- 2001 : Wesh wesh, qu'est-ce qui se passe ?  de Rabah Ameur-Zaïmeche : Irène (comme Serpentine Textier)
- 2003 : Bon Voyage de Jean-Paul Rappeneau :  la secrétaire de Beaufort
- 2003 : Le Coût de la vie de Philippe Le Guay : Sophie
- 2007 : Pars vite et reviens tard de Régis Wargnier : bibliothécaire
- 2007 : Ce que mes yeux ont vu de Laurent de Bartillat : infirmière de nuit
- 2008 : Les Miettes de Pierre Pinaud : l'héroïne (court métrage)
- 2008 : Entre chiens et loups de Jean-Gabriel Périot : directrice des ressources humaines (court métrage)
- 2009 : Tellement proches d’Olivier Nakache et Éric Toledano : la pédopsychiatre
- 2010 : Elle s'appelait Sarah de Gilles Paquet-Brenner : la gardienne d'immeuble
- 2011 : Présumé coupable de Vincent Garenq : sœur infirmière
- 2012 : Parlez-moi de vous de Pierre Pinaud : auditrice Anne/infirmière Bernadette
- 2012: La Vérité si je mens ! 3 de Thomas Gilou : la douanière 1 (appartement Eddie)
- 2012 : Populaire de Régis Roinsard : Mme Teyssier, propriétaire de la pension de jeunes filles
- 2021 : La Fine Fleur de Pierre Pinaud : la mère de Fred

### Télévision
- 1998 : L'Enfant des terres blondes d’Édouard Niermans : Rose
- 2002 : Julie Lescaut, épisode Amour blessé de Klaus Biedermann : Sylvie
- 2003 : La Kiné : l'avocate Forclaz (épisode Le saut dans le vide)
- 2003: Les Beaux jours de Jean-Pierre Sinapi : Odette Duclos
- 2005 : Vénus et Apollon (épisode Soin révélateur)
- 2007 : Dombais et fils de Laurent Jaoui : Lucrèce
- 2011 : Julie Lescaut : Florence Carmin (épisode Les risques du métier)
- 2012 : Ainsi soient-ils (série télévisée) :  le docteur Bonnelle, qui examine le père Bosco
- 2024 : Surface de Slimane-Baptiste Berhoun

## Théâtre
- 1995 : La Femme changée en renard mise en scène Didier Bezace : la femme

## Distinctions
- Prix du Syndicat de la critique 1994 : Prix de la révélation théâtrale de l'année pour La Femme changée en renard